# Free Ride
Free Ride (bra: Free Ride) é um filme de 2013 dirigido por Shana Betz. É estrelado por Anna Paquin, Drea de Matteo, Cam Gigandet e Liana Liberato. Teve lançamento limitado nos cinemas em janeiro de 2014.

## Sinopse
Durante a década de 70, na Flórida, uma mãe solteira tenta mudar sua vida e de suas filhas que vivem rodeadas por tráfico de drogas.

## Elenco
- Anna Paquin ... Christina
- Drea de Matteo ... Sandy
- Cam Gigandet ... Ray
- Liana Liberato ... MJ
- Yvette Yates ... Gia
- J. LaRose
- John Kapelos ... Guarda
- Brit Morgan
- Lloyd Owen ... O capitão
- Jeff Hephner
- Ava Acres ... Shell
- Kyle T. Heffner ... Duane
- Eddie Pepitone ... BK

## Recepção
No agregador de críticas dos Estados Unidos, o Rotten Tomatoes, na pontuação onde a equipe do site categoriza as opiniões da  grande mídia e da mídia independente apenas como positivas ou negativas, o filme tem um índice de aprovação de 14% calculado com base em 7 comentários dos críticos. Por comparação, com as mesmas opiniões sendo calculadas usando uma média aritmética ponderada, a nota alcançada é 3,9/10.
Em outro agregador de críticas também dos Estados Unidos, o Metacritic, que calcula as notas das opiniões usando somente uma média aritmética ponderada de determinados veículos de comunicação em maior parte da grande mídia, tem uma pontuação de 41/100, alcançada com base em 9 avaliações da imprensa anexadas no site, com a indicação de "revisões mistas ou neutras".
Em sua crítica no The New York Times, Stephen Holden disse que "de cima para baixo, parece autêntico, e seu tom descontraído e sem julgamento evoca o mundo descontraído das músicas de Jimmy Buffett". No New York Post, Kyle Smith  disse que "é indescritivelmente deprimente ver Anna Paquin interpretando a mãe (de uma adolescente!), mas a inutilidade e a mediocridade de Free Ride produzida por Paquin é ainda mais deprimente."

## Prêmios
- 2013 - Hamptons Film Festival - Tangerine Entertainment Juice Award para melhor direção - Shana Betz (Venceu)[7]